# Agustín Cejas
Agustín Mario Cejas (Buenos Aires, 22 marzo 1945 – Buenos Aires, 14 agosto 2015) è stato un allenatore di calcio e calciatore argentino, di ruolo portiere.

## Caratteristiche tecniche
Portiere dalla buona resistenza fisica, era bravo nelle uscite e giocava con sicurezza e tranquillità.

## Carriera

### Club
Cresciuto nelle giovanili del Racing Club di Avellaneda, vi debuttò a diciassette anni, dopo essersi seduto in panchina per la prima volta durante la Coppa Libertadores 1962. Si affermò come titolare nel 1964, vincendo il primo titolo nazionale due anni dopo; nel 1967 arrivò la doppietta Copa Libertadores-Coppa Intercontinentale. Nel 1970 si trasferì al Santos, in Brasile, con il quale rimase fino al 1975: il 1973 fu l'anno migliore, dato che oltre al campionato Paulista, il portiere vinse, a pari merito  con Atilio Ancheta, la Bola de Ouro, ovvero il trofeo riservato al miglior giocatore del campionato brasiliano. Nel 1975 passò all'Huracán, dove però rimase un solo anno, prima tornare in Brasile, al Grêmio. Nel 1977 fece invece ritorno al Racing, società con la quale stabilì il primato di presenze, segnando la numero 313 al termine della stagione 1980. L'anno successivo chiuse la carriera al River Plate, facendo da riserva a Ubaldo Fillol.

### Nazionale
Nel 1963 partecipa con la selezione argentina al torneo calcistico dei IV Giochi panamericani, ottenendo il secondo posto finale.
Giocò le Olimpiadi di Tokyo 1964 con l'Argentina, giocando due partite e subendo quattro reti, proseguendo la carriera in Nazionale fino al 1969; in tutto conta undici presenze a livello internazionale.

## Palmarès

### Giocatore

#### Competizioni nazionali

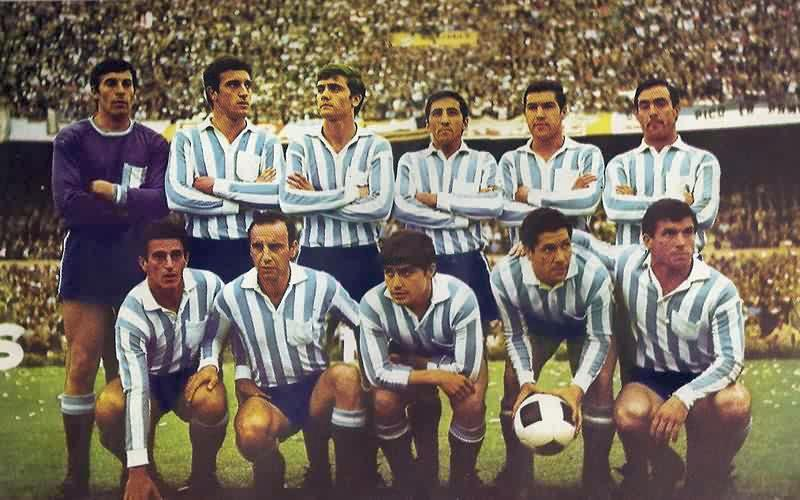
La formazione del Racing che vinse l'Intercontinentale 1967; Cejas è il primo in piedi da sinistra.

- Campionato argentino: 2

Racing: 1966
River Plate: Nacional 1981
- Campionato paulista: 1

Santos: 1973

#### Competizioni internazionali
- Coppa Libertadores: 1

Racing: 1967
- Coppa Intercontinentale: 1

Racing: 1967

### Individuale
- Bola de Ouro: 1

1973